# Линдберг, Георгий Устинович
Георгий Устинович Линдберг (1894—1976) — советский ихтиолог, зоогеограф и биогеограф, специалист по зоогеографии четвертичного периода, доктор наук (1938), декан и профессор кафедры зоологии Ленинградского педагогического института (1932), заслуженный деятель науки РСФСР (1966).

## Биография и научно-организаторская деятельность
Георгий Линдберг родился в 1894 году. В 1917 году, после окончания учебы в Московской народном университете Шанявского уезжает в Сибирь, где принимает активное участие в создании Читинского университета. В 1923 году вместе с университетом переезжает во Владивосток, где преподаёт на кафедре зоологии. В этом же году начинает участвовать в организации Тихоокеанской рыбохозяйственной станции, которая со временем перерастёт в Тихоокеанский НИИ рыбного хозяйства и океанографии (ТИНРО). Одновременно с этим Линдберг работает над организацией специализированного рыбного ВТУЗа, открытого в 1930 году. В нём Линдберг становится заместителем директора, профессором и заведующим кафедрой ихтиологии.
В 1932 году учёный переезжает в Ленинград, где в Зоологическом институте Академии Наук занимает должность заведующего лаборатории ихтиологии. Одновременно с этим Линдберг принимает на себя обязанности декана и профессора кафедры зоологии Ленинградского пединститута.
В 1936 году учёный защищает кандидатскую диссертацию по биологии, а в 1938 году — докторскую за работу «Фауна рыб Японского моря и история её развития».
В 1947—1949 гг. под руководством Линдберга проводилась крупная Курило-Сахалинская экспедиция с целью выявления ресурсной базы для развития рыболовства в регионе. По результатам экспедиции было выпущен капитальный многотомник «Рыбы Японского моря и сопредельных частей Охотского и Желтого морей».
Учёный умер в 1976 году. Захоронение находится в колумбарии крематория Санкт-Петербурга.

## Автор гипотезы о крупных колебаниях уровня Мирового океана в плейстоцене
Исследуя рыбные ресурсы Дальнего Востока, и в особенности рыб рек региона, Линдберг открыл, что во многих случаях они имеют прерывистые ареалы распространения, что, по его мнению, могло говорить только о том, что ранее они были объединены едиными речными системами, ныне скрытыми под водами морей. Занявшись этой проблемой, он пришёл к выводу, что в плейстоцене происходили неоднократные крупные колебания уровня Мирового океана, имеющие геогидрократические причины.
Собрав многочисленные подтверждения и фактический материал, в 1955 году учёный опубликовал книгу «Четвертичный период в свете биогеографических данных». Книга получила множество отзывов, в том числе и отрицательных со стороны геологов. Что заставило автора ещё более тщательно подойти к теме. Результатом стал выпуск в 1972 году капитального труда «Крупные колебания уровня океана в четвертичный период». На этот раз труд был воспринят более доброжелательно и получил известность в научном мире.

## Награды и память
- За создания атласа рыбопоисковых карт Сахалина и Курильских островов Президиум Академии наук СССР присудил Г. У. Линдбергу специальную премию.[3]
- В 2022 году на здании Дальрыбвтуза во Владивостоке открыта мемориальная доска Георгию Линдбергу.[6]